# Kavsī
Kavsī (persiska: کوسی, كَوسی) är en ort i Iran.   Den ligger i provinsen Västazarbaijan, i den nordvästra delen av landet, 600 km väster om huvudstaden Teheran. Kavsī ligger 1 331 meter över havet och antalet invånare är 748.
Terrängen runt Kavsī är platt åt sydost, men åt nordväst är den kuperad.Runt Kavsī är det ganska tätbefolkat, med 185 invånare per kvadratkilometer. Närmaste större samhälle är Urmia, 15,3 km söder om Kavsī. Trakten runt Kavsī består till största delen av jordbruksmark.